# チェコ語版ウィキペディア
チェコ語版ウィキペディア（チェコごばんウィキペディア、チェコ語：Česká Wikipedie）は、チェコ語で編集されているウィキペディアである。
2002年11月に、エスペラント版ウィキペディアのチェコ人編集者の要請により、創設された。当時ウィキペディアのソフトウェアはUseModWikiであった。MediaWikiへの切り替えの間に、チェコ語版に存在していた三つの項目が失われた。現時点で閲覧可能な最も古い編集は、2002年11月14日に再作成されたメインページである。2003年10月20日に、1000項目に達した。その多くはエスペラントに関する記事であった。
2005年6月にチェコ語版ウィキペディアは1万項目に達し、同年12月には2万項目となった。それを区切りにメインページは細かい点が変更された。2007年10月27日には8万の項目、19人の管理者、2万2000人に近い登録済み利用者、数十人の活発な寄稿者を擁するようになった。2013年12月10日現在280,859本の記事がある。

2018年2月10日、記事数が40万に達した。40万本目の記事は、Arrondissement Eeklo。
2022年3月21日、記事数が50万に達した。50万本目の記事は、Pitovití。